# 竜ノ口沢
竜ノ口沢（たつのくちさわ）は、日本の宮城県仙台市青葉区を流れる小河川で、広瀬川の支流である。竜ノ口川、竜の口沢などとも書かれる。竜ノ口渓谷によって仙台城の南面を縁取る。仙台周辺に広がる竜の口層という地層の名の由来であり、化石採集地として知られる。長さ約3キロメートル。

## 地形と地質
青葉山丘陵と八木山丘陵の間で細流を集める。青葉区と太白区の境をなす竜ノ口渓谷は、長さ2キロメートルにわたってV字谷の断崖絶壁をなす。渓谷は出口付近で仙台城の南面を縁取る。城から離れると広瀬川の河岸段丘に入り、広瀬川に合流する。竜の口渓谷をまたぐ橋は数十メートル上に架かる竜の口橋梁と八木山橋のみだが、河岸段丘に出てからは水面から数メートルの小さな橋が1つある。
かつて竜の口沢の下流はもっと長く、愛宕山と大年寺山の間にある大窪谷地を通って仙台平野に出てから広瀬川に注いでいた。下流部で並行する広瀬川との間は、経ヶ峯と愛宕山が連なる丘陵部によって隔てられていた。山の間を流れる竜ノ口沢は平地を流れる広瀬川より数十メートル高かった。しかし、広瀬川は花壇の蛇行部分にぶつかって、対岸の丘陵を削り、急崖を作りながら竜の口沢に近づいた。その動きが竜の口沢に達すると、沢の水は広瀬川に落下して滝をなすようになった。一種の河川争奪である。続いてこの滝が崖を削り、上流に向かって後退していった。削られた跡は深い谷となり、現在の地形ができあがったと考えられている。このようにして竜の口渓谷ができた時期は1万年以内という。
こうしてできた竜ノ口渓谷は、高さ約70メートルの崖を両岸に露出させている。古いほうの下から竜の口層、向山層、大年寺層という鮮新世の地層である。このうち竜の口層は、この竜の口沢を模式地とする。向山層は亜炭層を複数はさむ。

## 歴史
仙台城は竜の口渓谷の断崖に南の守りをあずけ、この方面にめだった防備は施していない。細く危うい道がつけられ、方角から「辰ノ口」と呼ばれた。転じて「竜ノ口」と書かれたのが川の名の由来である。
ここに架橋することを思い立ったのは、八木山を行楽地として開発しようとした八木久兵衛であった。八木は、東から登る従来からの道を拡張整備するとともに、仙台城を経由し、渓谷の美を鑑賞しながら行く北回りの道を望み、竜の口渓谷に八木山橋という吊橋を架け、道路を開いた。後により堅固な橋がかけられたが、深い谷ゆえ自殺の名所となり、その対策として金網を張られた状態で今に至る。

## 水質
もとは仙台城の御裏山として保護された山林を源とする清流だったが、1961年に源流部に青葉山ゴルフ場、1965年に渓谷右岸に仙台市八木山動物公園が造られ、住宅も増えた頃から、排水により水質が悪化した。

## 生物
流域であっても青葉山や広瀬川河岸と重なる場所は略し、特徴的な地形である竜の口渓谷について主に記す。

### 植物
高木では、崖上の斜面にアカシデ林が成立している。川岸にはところどころクリ、コナラ、アカガシ、アカシデ、エドヒガンといった木が生えるが、少ない。崖の中腹から谷底にかけて低木のツクシハギやキハギ、川岸にはアジマネザサ、ミヤギザサ、スズタケといったササの群落がある。ササが弱いところにはタニウツギ、アカメガシワ、オオイタドリ、シラネセンキュウといった低木がある。岸辺からやや離れると、シロダモ、アオキ、イヌツゲ、シロヤナギ、イヌコリヤナギ、タチヤナギがまばらに生える。また、急崖の側面にはタヌキランやダイモンジソウが生えている。

### 動物
渓谷の断崖には1970年代までチョウゲンボウとヤマセミが営巣していた。1990年頃の調査では、多種多様な鳥が飛来する中で、シジュウカラ、キセキレイ、ハギマシコが目立った。
渓谷の爬虫類としては、トカゲのニホンカナヘビ、ヘビのアオダイショウ、両生類ではツチガエルが見られる。甲殻類のモクズガニは、渓谷の水生生物として代表的なものである。
かつては源流付近にホトケドジョウが多かったというが、水質悪化により絶滅したと考えられる。1989年の調査では竜の口渓谷で魚類は発見できず、広瀬川への合流点付近でドジョウを捕えただけだった。2004年と2005年に実施された魚類調査では、竜の口渓谷でアブラハヤ、広瀬川への合流点付近でアブラハヤとヤマメが捕獲された。
水生昆虫は種類、数ともに少ない。砂底や瀬・淵が少ないためかという。生息が確認された中ではクロカワゲラ科の幼虫が多い。